# دی‌کاپریو (نام خانوادگی)
دی‌کاپریو یک نام خانوادگی است و ممکن است به یکی از موارد زیر اشاره داشته باشد:
- لئوناردو دی‌کاپریو، بازیگر و تهیه‌کنندهٔ آمریکایی
- جورج دی‌کاپریو،  نویسنده آمریکایی